# Dejan Pavlovic
Dejan Pavlovic, född 23 januari 1971 i Gustav Adolfs församling, Helsingborg, är en svensk före detta fotbollsspelare.
Pavlovic moderklubb är Helsingborgs IF, vilka han även spelade på junior- samt seniornivå för. Han spelade därefter för Högaborgs BK innan det blev allsvenskt spel i Malmö FF. När MFF blev nedflyttade ur Allsvenskan valde Pavlovic att flytta till grekiska Kavala. Under sin utlandskarriär blev det även spel för cypriotiska Anorthosis Famagusta och norska Bryne. Han återvände sen till Högaborgs BK 2004, ett år han även spelade för allsvenska Landskrona BoIS

## Klubbkarriär

### Helsingborgs IF
Han började som sjuåring spela fotboll i Helsingborgs IF. Han gick genom alla ungdomslag upp i A-laget där han debuterade som 20-åring i söderettan. Han spelade 20 matcher och gjorde ett seriemål under sin första säsong i A-laget 1991. 
Under sin andra säsong i A-truppen blev HIF uppflyttade i Allsvenskan. Pavlovic fick dock sitta mest sitta på bänken och spelade endast fyra seriematcher. Klubben hade Henke Larsson och Mats Magnusson, som hade värvats från Benfica på anfallet och det gav inte mycket plats för Pavlovic. Efter säsongen 1992 meddelade HIF att de inte tänkte förlänga hans kontrakt.

### Högaborgs BK och sabbatsår
Pavlovic valde att säsongen 1993 spela för Högaborgs BK i division 3. Han gjorde under säsongen åtta mål på 21 matcher i serien. 
Efter säsongen 1993 bestämde han sig för att ta ett sabbatsår från fotbollen. I slutet av år 1993 att började han istället träna boxning i Helsingborgs BK. Han gick tre matcher under året 1994 och vann samtliga. Pavlovic tvingades dock sluta med boxningen då han under en skidsemester vurpade och skadade båda ledbanden. 
Till säsongen 1995 återvände han till fotbollen och Högaborgs BK. Klubben vann division 3 detta år och hade en stark trupp med spelare som Daniel Nannskog, Daniel Andersson och Lino Boriero. Året efter, i division 2, gick det mycket bra för Pavlovic som gjorde 17 mål på 20 matcher.

### Malmö FF
Inför säsongen var Pavlovic och provtränade i Malmö FF med vännen Björn Hofvendahl. MFF som hade en ny tränare i nederländske Frans Thijssen, valde att värva Pavlovic medan Hofvendahl ratades och flyttade till Finland. I MFF:s femte träningsmatch för säsongen fick Pavlovic göra sin debut för klubben. Matchen spelades den 15 februari på en träningsplan vid Malmö Stadion mot danska Herfølge BK och slutade med en 2–0-seger efter att Goran Trpevski och Björn Enqvist gjort mål. Han första mål kom den 28 februari när MFF besegrade Viking Stavanger under sitt träningsläger i Cypern med 1–0.
I den allsvenska premiären mot Västerås SK på Malmö Stadion var Pavlovic uttagen i startelvan. Han gjorde inget mål i debuten men MFF vann ändå med 2–0. Han gjorde sitt första allsvenska mål den 11 maj när MFF besegrade Örgryte IS med 3–0. Efter halva säsongen blev det svårare för Pavlovic, som oftast hamnade på bänken under höstsäsongen. Det blev dock 20 matcher samt ett mål i Allsvenskan för Pavlovic som fick sin första medalj, lilla silvret. Totalt spelade han 30 matcher och gjorde 6 mål under året. 

Under sin andra säsong i Malmö FF förstördes nästan hela hans försäsong av sjukdomar. Han medverkade dock i åtta av fjorton träningsmatcher, varav de flesta från bänken och utan att göra något mål. MFF hade stora problem med spelet denna säsong och laget hamnade långt ner i tabellen. Hans första mål för säsongen kom den 18 juni mot BK Häcken. Efter knappt en halvtimme av matchen hade Pavlovic nickat in tre mål. Matchen slutade med en 4–0-vinst och han gjorde assist till det fjärde målet som gjordes av Mike Owusu. I derbyt på Olympia gjorde Pavlovic ett straffmål i matchen som slutade med en 2–1-vinst för MFF. 
| ”                                                                                       | Vad jag minns har jag aldrig slagit en straff i hela mitt liv tidigare. När Frans Thijssen frågade vem som ville slå straffar räckte jag upp handen. Och när Roland Andersson frågade vem som var straffläggare sa jag att det var jag. | „ |
| – Dejan Pavlovic i Aftonbladet dagen efter sitt straffmål i derbyt mot Helsingborgs IF. | |   |

Han blev MFF:s bäste målskytt under 1998 med sina 12 mål och spelade totalt 40 matcher. Han gjorde även sitt första mål i Europacupen denna säsong. Målet gjordes den 22 juli när MFF spelade borta mot FC Shirak i Jerevan från Armenien. MFF vann matchen med 2–0 och det andra målet gjordes av Jörgen Ohlsson.
Han spelade de flesta cup- och träningsmatcherna 1999, där han gjorde fem mål. Den 20 april gjorde han båda målen när MFF vann med 2–0 över AIK. Han var skadad under halva säsongen och kunde inte spela igen förrän i sista matchen mot Västra Frölunda, men då var MFF redan klara för nedflyttning till Superettan 2000. Han spelade 33 matcher och gjorde 11 mål för MFF under 1999, varav fem var i Allsvenskan.
Säsongen 1999 var Pavlovic sista säsong i MFF och han spelade totalt 103 matcher och gjorde 29 mål.

### Senare karriär
När Malmö FF blev nedflyttade till Superettan valde Pavlovic att prova lyckan utomlands och blev proffs i grekiska Kavala. Efter ett år i Grekland hamnade han på Cypern och i klubben Anorthosis Famagusta. Han var inte långvarig på Cypern heller och 2001 värvades han till norska Bryne, där Reine Almqvist var tränare. Pavlovic debut i klubben var lyckad då han gjorde två mål när Bryne vann åttondelsfinalen i cupen mot Molde med 3–2. Han debuterade i Tippeligan den 29 juli och var kvar i klubben säsongen 2003 ut. 
Därefter flyttade han tillbaka till Skåne, där han återigen hamnade i Högaborgs BK. Eftersom han hade skrivit på en klausul som gav honom rätt att omedelbart lämna HBK vid ett allsvenskt erbjudande, så valde han att acceptera ett erbjudande på ett tvåmånaderskontrakt med Landskrona BoIS. Han spelade två matcher för Landskrona under sitt lån innan han återvände till Högaborg. Efter säsongen 2004 valde han att avsluta sin fotbollskarriär.

### Webbkällor
- Karlsson, Mikael (11 mars 2014). ”Karlsson möter Dejan Pavlovic: Boxaren som gjorde mål med ändalykten”. svenskafans.com. http://www.svenskafans.com/fotboll/karlsson-moter-dejan-pavlovic-502917.aspx. Läst 11 mars 2014.
- Dejan Pavlovic på Svenska Fotbollförbundets webbplats